# Rosario International Airport
Rosario International Airport är en flygplats i Argentina.   Den ligger i provinsen Santa Fe, i den centrala delen av landet, 290 km nordväst om huvudstaden Buenos Aires. Rosario International Airport ligger 25 meter över havet.
Terrängen runt Rosario International Airport är mycket platt. Runt Rosario International Airport är det tätbefolkat, med 591 invånare per kvadratkilometer.. Närmaste större samhälle är Rosario, 14,4 km öster om Rosario International Airport.
Runt Rosario International Airport är det i huvudsak tätbebyggt.